# Jean-Baptiste-Siméon Chardin

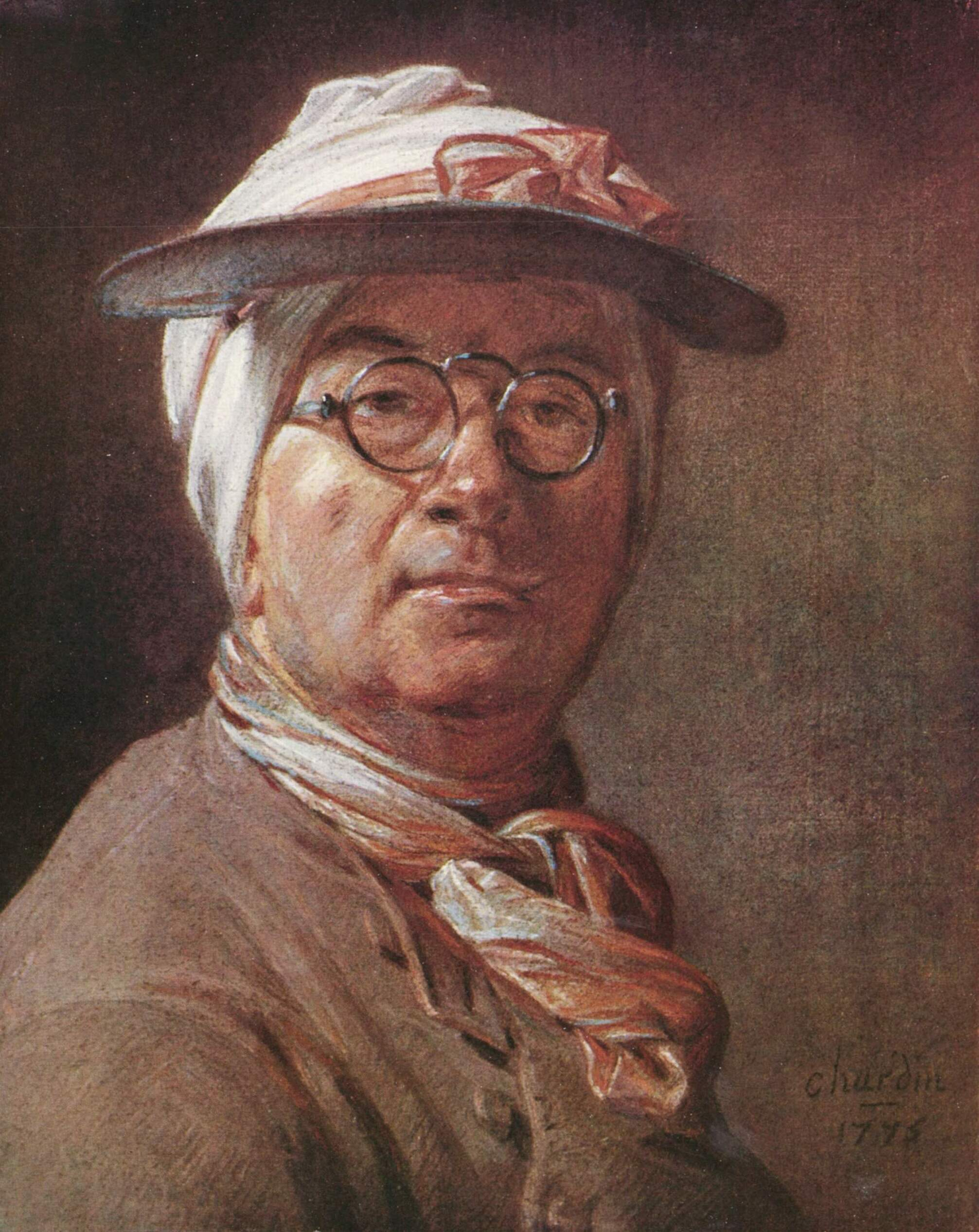
Autoritratto (1775); olio su tela, 46 × 38 cm, Museo del Louvre, Parigi

(Denis Diderot)
Jean-Baptiste-Siméon Chardin (Parigi, 2 novembre 1699 – Parigi, 6 dicembre 1779) è stato un pittore francese, autore soprattutto di nature morte, di quadri aventi come soggetto i giochi semplici dell'infanzia. Celebri anche i suoi ritratti eseguiti a pastello.

## Biografia

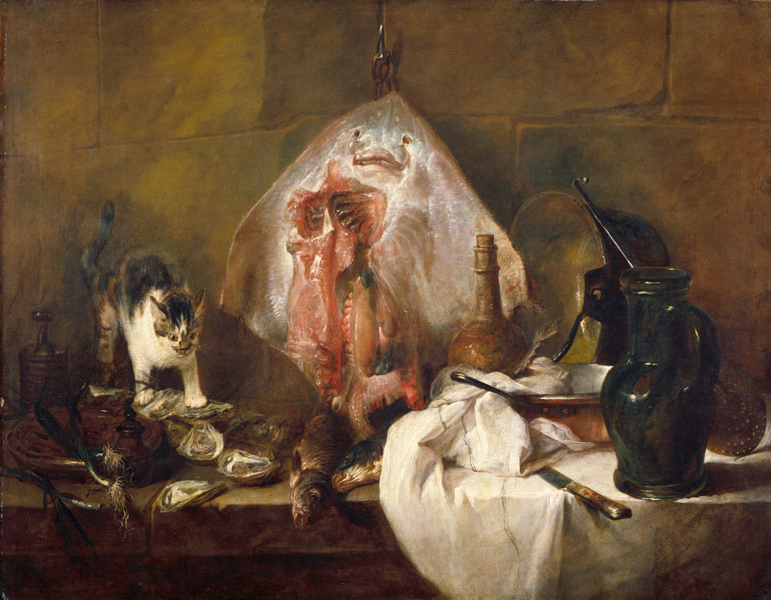
La razza (1728); olio su tela, 114 × 146 cm, Museo del Louvre, Parigi

### La giovinezza e la prima fase della carriera
Nato il 2 novembre 1699 da un ebanista fabbricante di biliardi a servizio del re, diversamente dai suoi contemporanei Chardin non frequentò l'Accademia né 
soggiornò a Roma, ma si formò come apprendista nello studio del pittore Pierre Jaques Cazes e poi in quello di Noël Coypel e 
di Joseph Aved: ancora giovane, partecipò al restauro degli affreschi del Primaticcio nella reggia di Fontainebleau.
Allo studio dei grandi maestri preferì ben presto l'osservazione diretta della realtà. Tale predilezione lo condusse a dedicarsi alla natura morta, un genere pittorico considerato all'epoca minore, che Chardin praticò con straordinaria indipendenza, raggiungendo esiti decisamente innovativi.
(Jean Baptiste Siméon Chardin, in una sua lettera del 1725)
La notorietà procuratagli dalle sue prime opere (Un'insegna da chirurgo, la Razza, il Buffet) gli fruttò l'ammissione all'Accademia (1728), presso la quale rivestirà in seguito prestigiose cariche.

### La fase della pittura di genere

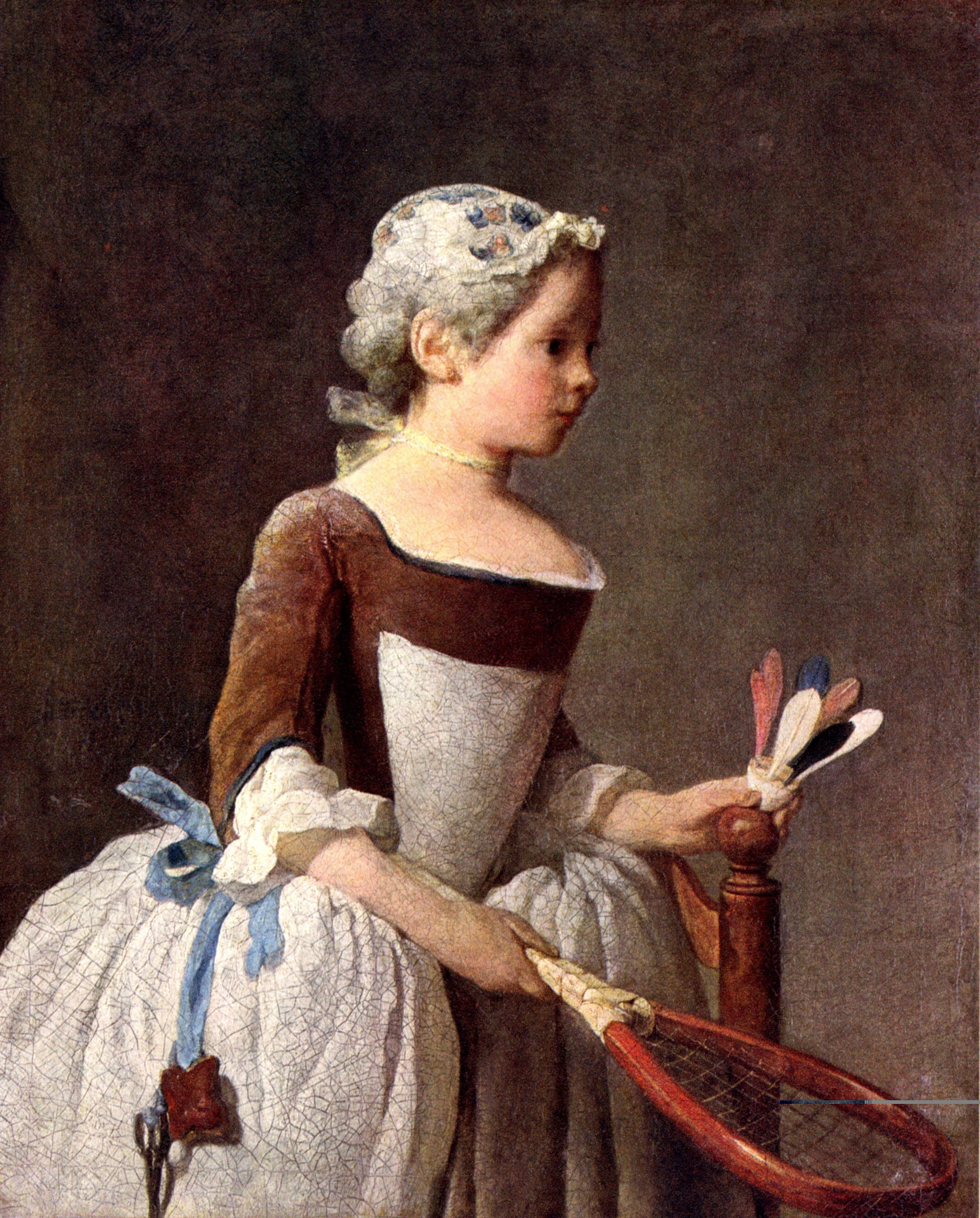
Ragazza col volano (1741) olio su tela, 81×64 cm, Galleria degli Uffizi, Firenze

Nel 1735 sposò, in seconde nozze, Françoise-Marguerite Pouget, di estrazione borghese, che lo introdusse in un nuovo ambiente ricco di stimoli per la sua carriera.
A partire dal 1735 fino al 1747, Chardin si dedicò alla pittura di genere, conscio del successo di mercato che essa riscuoteva. Si trattò di una vera e propria svolta nella sua carriera che determinerà a partire dal 1737, anno in cui cominciò ad esporre al Salon del Louvre, la consacrazione definitiva presso il pubblico e la critica.
Si tratta di un repertorio inedito e personale con cui l'artista creò scene di genere i cui protagonisti, domestici o rampolli della borghesia francese, sono ritratti nello svolgimento di semplici attività quotidiane. Uno dei temi prediletti da Chardin in questo periodo
artistico era la rappresentazione delle occupazioni ludiche dei giovani. Quadro simbolo di questo tema è ritenuto Bolle di sapone (dopo il 1739), realizzato in tre versioni (adesso al Metropolitan di New York, alla National Gallery di Washington e al LACMA di Los Angeles).

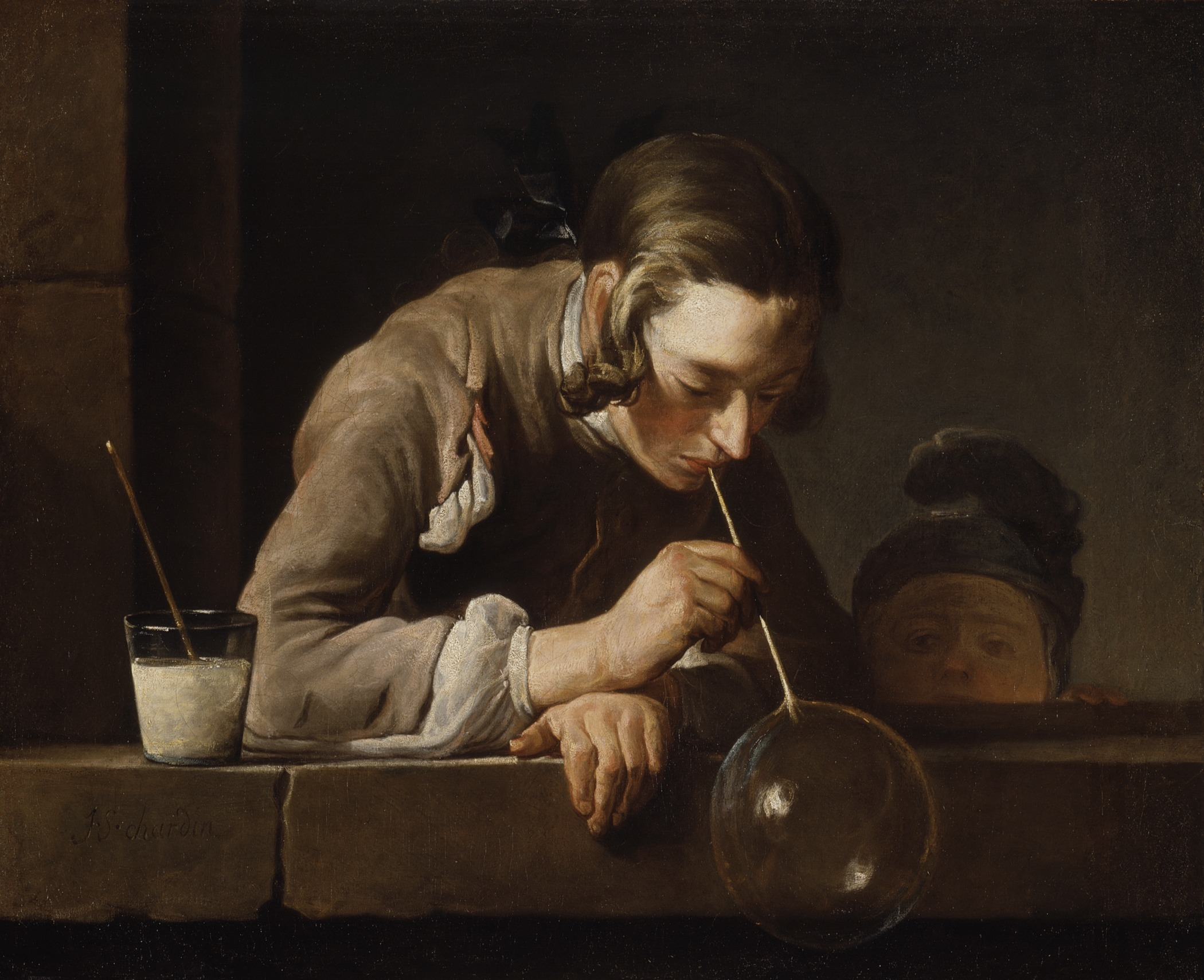
Bolle di sapone (dopo il 1739); olio su tela, 61 x 63,2 cm, LACMA, Los Angeles

### Il ritorno alle nature morte
Alla fine degli anni ‘40 tornò a dipingere esclusivamente nature morte. Da un punto di vista tecnico questa nuova fase vide intensificarsi l'indagine sul rapporto tra tono e colore e sulla variazione degli effetti di luce sugli oggetti, così da ottenere nuove forme di luminosità accarezzanti gli oggetti immersi in una atmosfera di contemplazione e in una consistenza sempre più sfumata.
Nel 1743 divenne cancelliere dell'Accademia e dodici anni dopo ne assunse il ruolo di tesoriere, mentre nel 1761 ricevette l'incarico di organizzare il Salon.
Le sue composizioni esercitarono un grande fascino sul pubblico e Diderot, il suo maggiore biografo, lo definì il pittore «scienziato del colore e dell'armonia». Alla stima degli intellettuali e dei critici si unì ben presto anche quella del sovrano Luigi XV, il quale nel 1757 gli concesse il privilegio di risiedere e lavorare al Louvre, dove rimase fino alla morte.
Durante gli anni '60 la fama di Chardin oltrepassò i confini nazionali e le sue opere vennero riprodotte e diffuse da importanti riviste straniere come, ad esempio, il British Magazine. La sua notorietà giunse fino in Russia e nel 1766 Caterina II gli commissionò alcune opere per l'Accademia di Belle Arti di San Pietroburgo.

### L'ultimo periodo

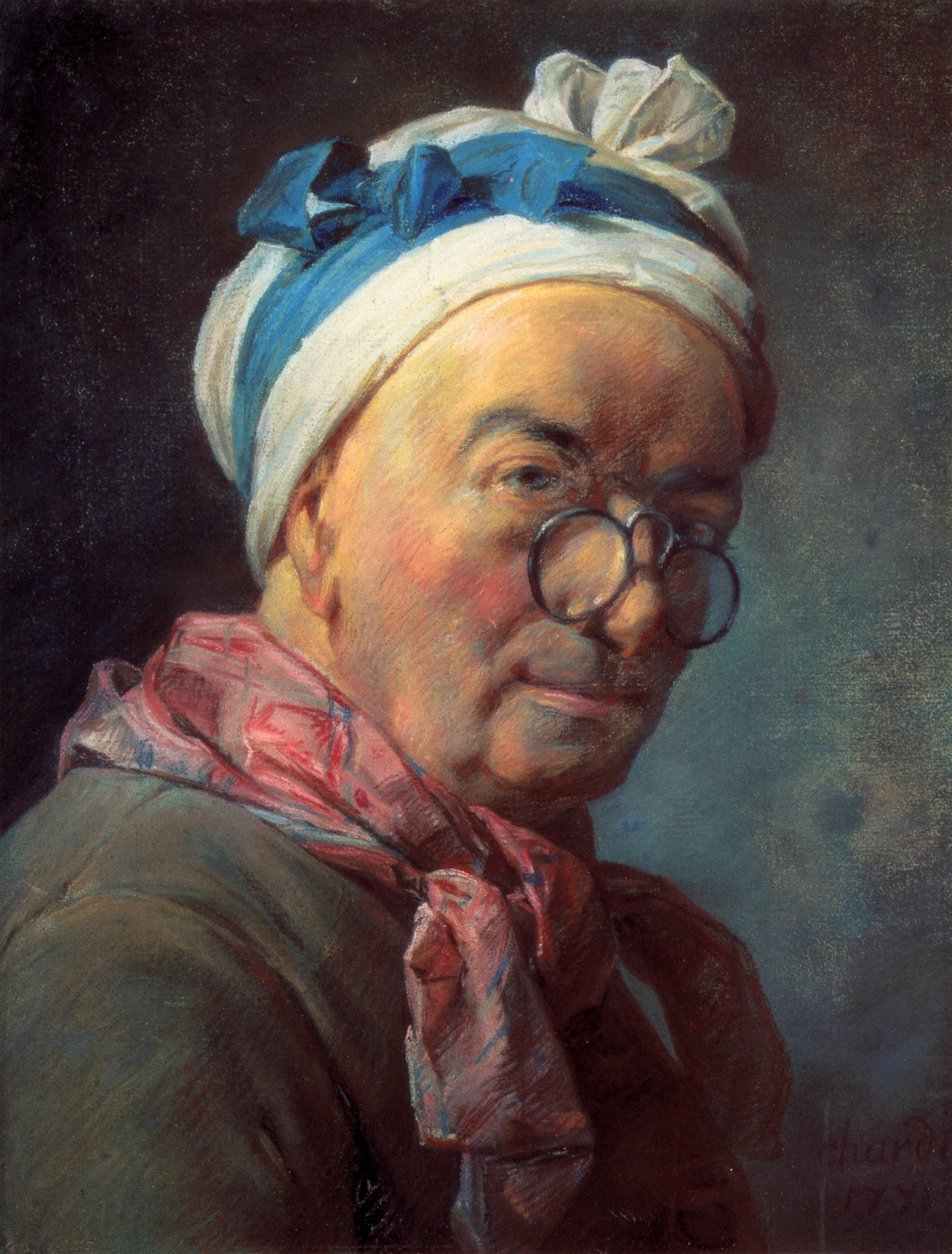
Autoritratto (1771); pastello su carta, 1771, Museo del Louvre, Parigi

A partire dagli anni '70 del XVIII secolo, rallentò il ritmo di lavoro e iniziò a servirsi solo dei pastelli. Gli ultimi anni dell'artista furono infatti segnati da una grave malattia agli occhi, che gli impedì di proseguire a dipingere ad olio, ma non di sperimentare la tecnica del pastello.
E con questa tecnica si dimostrò ancora in grado di produrre grandi capolavori, autoritratti, ritratti (soprattutto della seconda moglie, Françoise Marguerite Pouget) e studi d'espressione.
(Jean Baptiste Simeon Chardin, in una lettera inviata al Sovrintendente agli Uffici della Corona nel 1778)
Il Ritratto di fanciulla e il Ritratto di ragazzo, che l'anziano artista espose al Salon del 1777, e che la critica apprezzò moltissimo, furono le sue ultime opere, con le quali concluse la sua lunga carriera.
Il 6 dicembre 1779, all'età di ottanta anni, Chardin si spense nella sua abitazione parigina al Louvre.

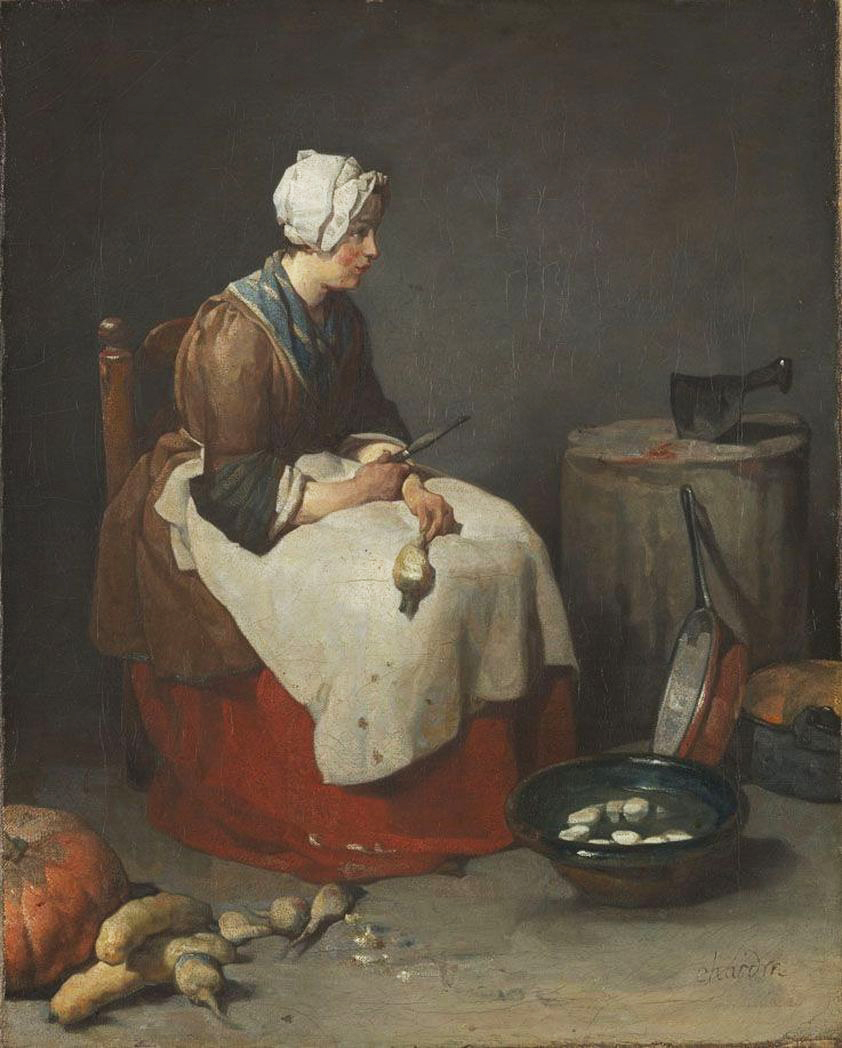
La cuoca (circa 1740); olio su tela, 46.2 cm x 37 cm, Alte Pinakothek, Monaco di Baviera

## Opere
(Jean-Baptiste-Siméon Chardin)
Del Chardin esiste un ridotto numero di opere, circa duecento, spesso presenti in più repliche (virtualmente indistinguibili); oggi l'artista è ben rappresentato in diversi musei di fama mondiale, tra cui il Louvre di Parigi e l'Alte Pinakothek di Monaco.
I quadri di Chardin hanno ben poco in comune con il frivolo edonismo del Rococò, imperante nella scena artistica francese del Settecento. In un'epoca in cui la pittura di storia era considerata il genere artistico più alto e nobile, i soggetti ritratti da Chardin erano considerati minori. Egli, infatti, preferiva dedicarsi alla pittura di genere, ritraendo umili scene della vita quotidiana del popolo parigino; raffigurava con particolare predilezione specialmente nature morte, soggetti che sono indubbiamente semplici, ma che il suo pennello rende con un altissimo livello di dettaglio. Grazie ai suoi dipinti, nei quali affiorano oggetti di uso quotidiano (Natura morta con pipa), Chardin vide ben presto aumentare il suo successo, arrivando a sconfinare oltre la Senna, oltre il suo secolo e quelli successivi, sino ad arrivare a noi come uno dei migliori artisti francesi del XVIII secolo.
Per larga misura autodidatta, Chardin fu assai sensibile all'influenza dei maestri olandesi del Seicento; la sua pittura, nonostante contenesse una visione per niente convenzionale della borghesia, fu conosciuta e apprezzata anche dall'aristocrazia francese, trovando in Luigi XV un fervente ammiratore. Inizialmente il nome di Chardin era indissolubilmente legato ai ritratti di frutta e di animali; a partire dal 1730, tuttavia, le sue opere iniziarono ad includere semplici oggetti, come ad esempio utensili da cucina in rame. Ben presto, inoltre, i suoi dipinti iniziarono ad esser popolati anche da figure umane, pare in seguito alla provocazione di un ritrattista; in questo modo, le sue tele si affollarono ben presto di bambini che giocano, madri che servono a tavola, donne che cucinano, arrivando ad offrirci un convincente spaccato sul vissuto quotidiano della comunità francese nel Settecento.